# Johnie’s Broiler

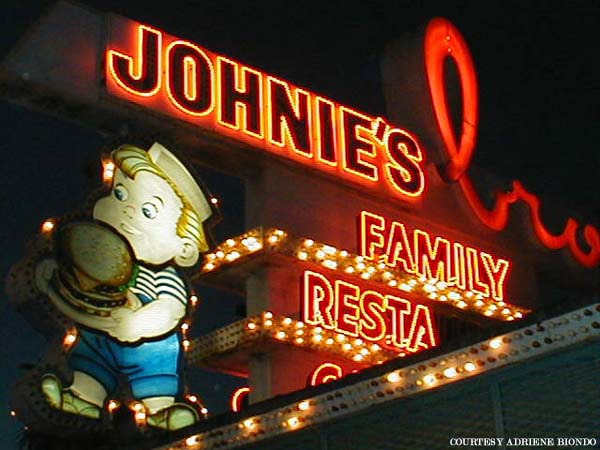
Leuchtreklame von Johnie’s Broiler 2002

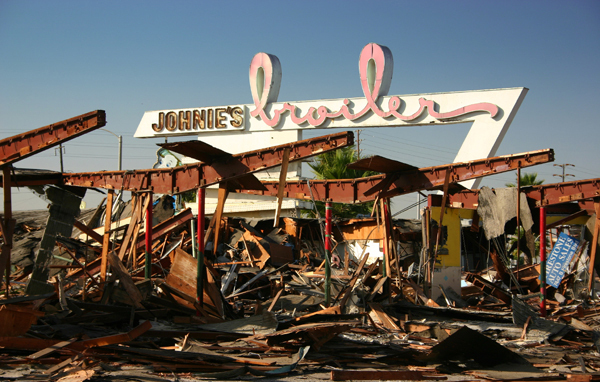
Johnie’s Broiler nach dem Abriss 2007

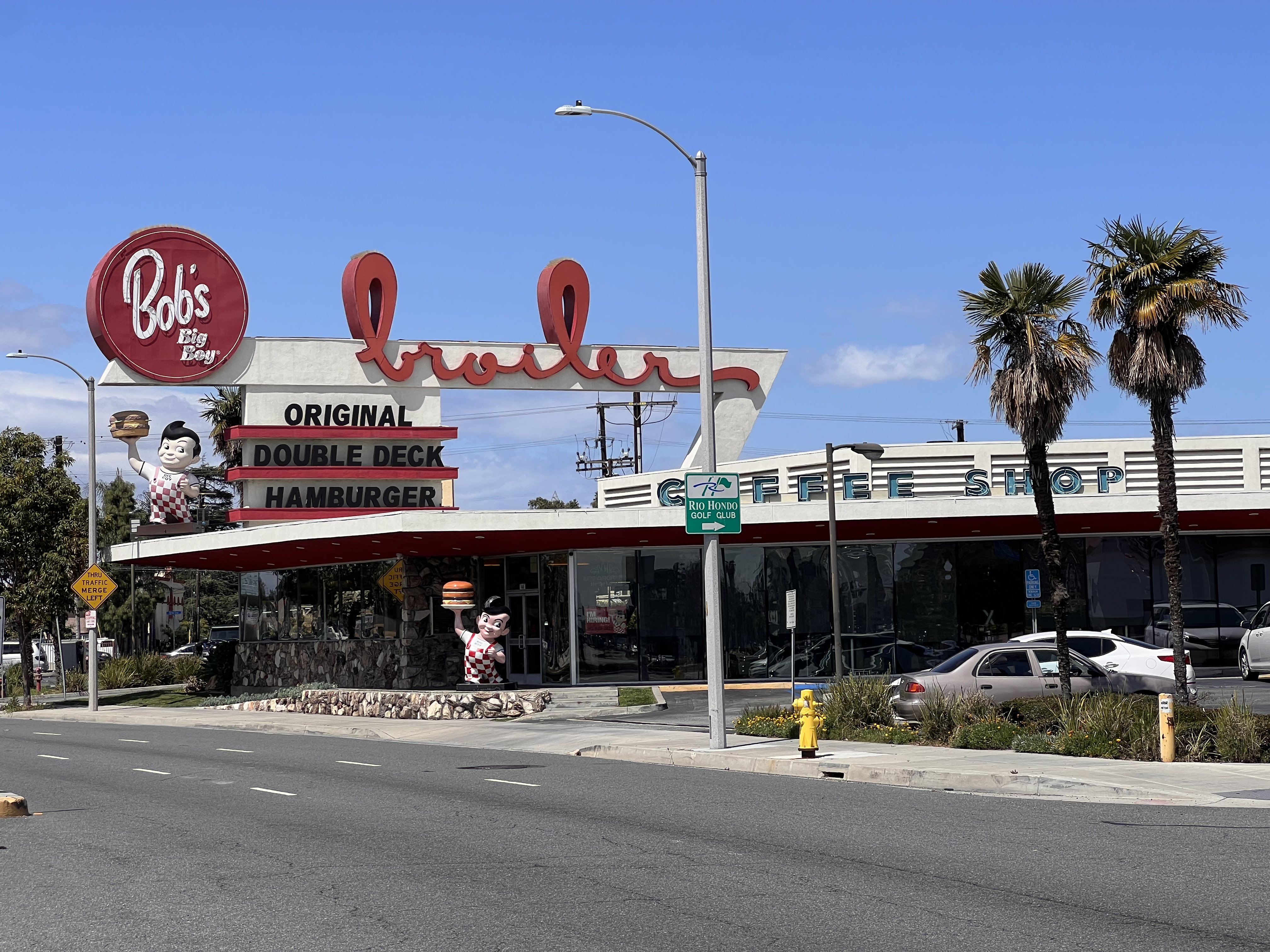
Nach dem Wiederaufbau (2023)

Johnie’s Broiler war ein Coffee Shop und Drive-in-Restaurant in Downey, im Süden Kaliforniens. Es gilt als markantes Beispiel des Googie-Stils.
Es wurde 1958 von Harvey Ortner zunächst mit seinem Namen als „Harvey’s Broiler“ am Firestone Boulevard eröffnet. Absicht des Bauherrn war, mit Hilfe des Architekten, Paul B. Clayton, ein Gebäude zu errichten, das durch seine außergewöhnlichen zeitgenössischen Stilelemente die vorbeifahrenden Autofahrer spontan anspräche und zum Verweilen einlüde. Der Architekt bezeichnete es später als seinen wichtigsten Entwurf für ein Geschäftsgebäude.
Das Restaurant war sofort ein großer Erfolg und wurde schnell weit über die Region hinaus bekannt. 1966 übernahm der bisherige Küchenchef, Johnnie Smyrniotis, das Restaurant und änderte den Namen in „Johnie’s Broiler“. Es besteht die Legende, dass die Verkürzung des Vornamens auf nur ein „n“ seinen Grund in der fehlenden Länge der bestehenden Schrifttafel gehabt habe.
Bei den damals in den USA besonders bei Jugendlichen beliebten abendlichen Autokorsos war Johnie’s Broiler sowie der Firestone Boulevard der große Treffpunkt der Region. Bis zu 3000 Teilnehmer sollen pro Nacht gezählt worden sein. Je auffallender das Fahrzeug war (z. B. Hot-Rods, Custom Cars, Dune Buggies), umso größer war die allgemeine Bewunderung. Bei Johnie’s Broiler konnte man einen Halt einlegen, sich von jungen Kellnerinnen auf Rollschuhen bedienen lassen und Kontakte zu den Gästen in den Nachbarautos knüpfen.
Wegen des authentischen 1950er-Jahre-Aussehens hat man das Restaurant wiederholt als Drehort für Filmszenen und Fernsehshows ausgewählt wie zum Beispiel Heat, Reality Bites – Voll das Leben, Short Cuts, One Hour Photo und die Serie Mad Men. Ende 2001 wurde Johnie’s Broiler jedoch geschlossen. Der Eigentümer verpachtete das Gelände anschließend an einen Gebrauchtwagenhändler. Aufgrund der allgemeinen Enttäuschung über diese Entwicklung bildete sich eine Initiative, um Johnie’s Broiler in die offizielle Liste der kalifornischen Denkmäler aufzunehmen.
Ohne Genehmigung begannen Bauarbeiter jedoch am Sonntag, den 7. Januar 2007, das Gebäude abzureißen. Die Polizei beendete die Arbeiten kurzfristig. Gleichwohl war der Schaden bereits sehr hoch. Es formierte sich eine Bürgergruppe, die den Wiederaufbau zum Ziel hatte. Die Ruine wurde mit einer Finanzhilfe in Höhe von 900.000 Dollar der Stadt Downey und unter Verwendung vieler Originalteile wiederhergerichtet. Ein Franchisenehmer der Hamburgerkette Bob’s Big Boy eröffnete das Diner am 19. Oktober 2009 unter dem Namen „Bob’s Big Boy Broiler“ wieder.